# Philemon buceroides
Philemon buceroides é uma espécie de ave da família Meliphagidae.
Pode ser encontrada nos seguintes países: Austrália e Indonésia.
Os seus habitats naturais são: florestas secas tropicais ou subtropicais , florestas subtropicais ou tropicais húmidas de baixa altitude e florestas de mangal tropicais ou subtropicais.